# Syrisch-katholische Kirche
Die syrisch-katholische Kirche (syrisch-aramäisch: ܥܕܬܐ ܣܘܪܝܝܬܐ ܩܬܘܠܝܩܝܬܐ īṯo suryaiṯo qaṯolīqaiṯo) ist die römisch-katholische Kirche eigenen Rechts der syrischen Tradition des antiochenischen Ritus.
Dieser katholischen Ostkirche gehören weltweit etwa 150.000 Gläubige an, vor allem im Libanon, in Syrien, im Irak, den USA und in der sonstigen Diaspora. Ihr Oberhaupt ist der syrisch-katholische Patriarch von Antiochia, gegenwärtig S. S. Mar Ignatius Joseph III. Younan, mit Sitz in Beirut, Libanon. Liturgiesprache ist das Syrische. Zwar wird im Alltag das Arabische sehr oft benutzt, doch in einigen Gegenden im Nordirak und in Nordostsyrien wird noch ein nordost-aramäischer Dialekt gesprochen, der sich aus dem Syrischen entwickelt hat.

## Geschichte
Seit 1628 wirkten die Jesuiten, Kapuziner und andere Orden in Aleppo (Syrien). Nicht wenige syrisch-orthodoxe Gläubige traten zum Katholizismus über. 1662 wurde mit Ignatius Andreas Akhidjan ein Vertreter der katholischen Gruppe zum Patriarchen gewählt. Nach dessen Tod wählten beide Gruppen ihre eigenen Patriarchen. Nach dem Tod des katholischen Patriarchen  Ignatius Petrus VI. Chaahbadine (zuvor syrisch-orthodoxer Erzbischof von Jerusalem) 1702 erlaubten die Osmanen keine Neuwahl eines katholischen Patriarchen. 1782 trat der von vier Bischöfen gewählte syrisch-orthodoxe Patriarch Diyūsqūrūs Mīḫā'īl zum Katholizismus über, wodurch die syrisch-katholische Kirche ihre patriarchale Sukzessionslinie begründete.
Die syrisch-katholische Kirche entstand somit im 17. Jahrhundert aus der syrisch-orthodoxen Kirche von Antiochien, als der in Rom ausgebildete syrisch-orthodoxe Erzbischof von Aleppo, Mor Ignatius Andreas Akhidjan (1662–1677), sich vom katholischen Maroniten-Patriarchen ordinieren ließ und ein katholisches Glaubensbekenntnis nach Rom sandte. Seit 1783 besteht eine stabile katholische Sukzessionslinie der syrischen Patriarchen von Antiochia, zuerst mit Sitz im Libanon, von 1850 bis 1920 in Mardin, seit 1920 mit Ignatius Ephrem II. Rahmani (1898–1929) in Beirut.

## Gegenwartslage

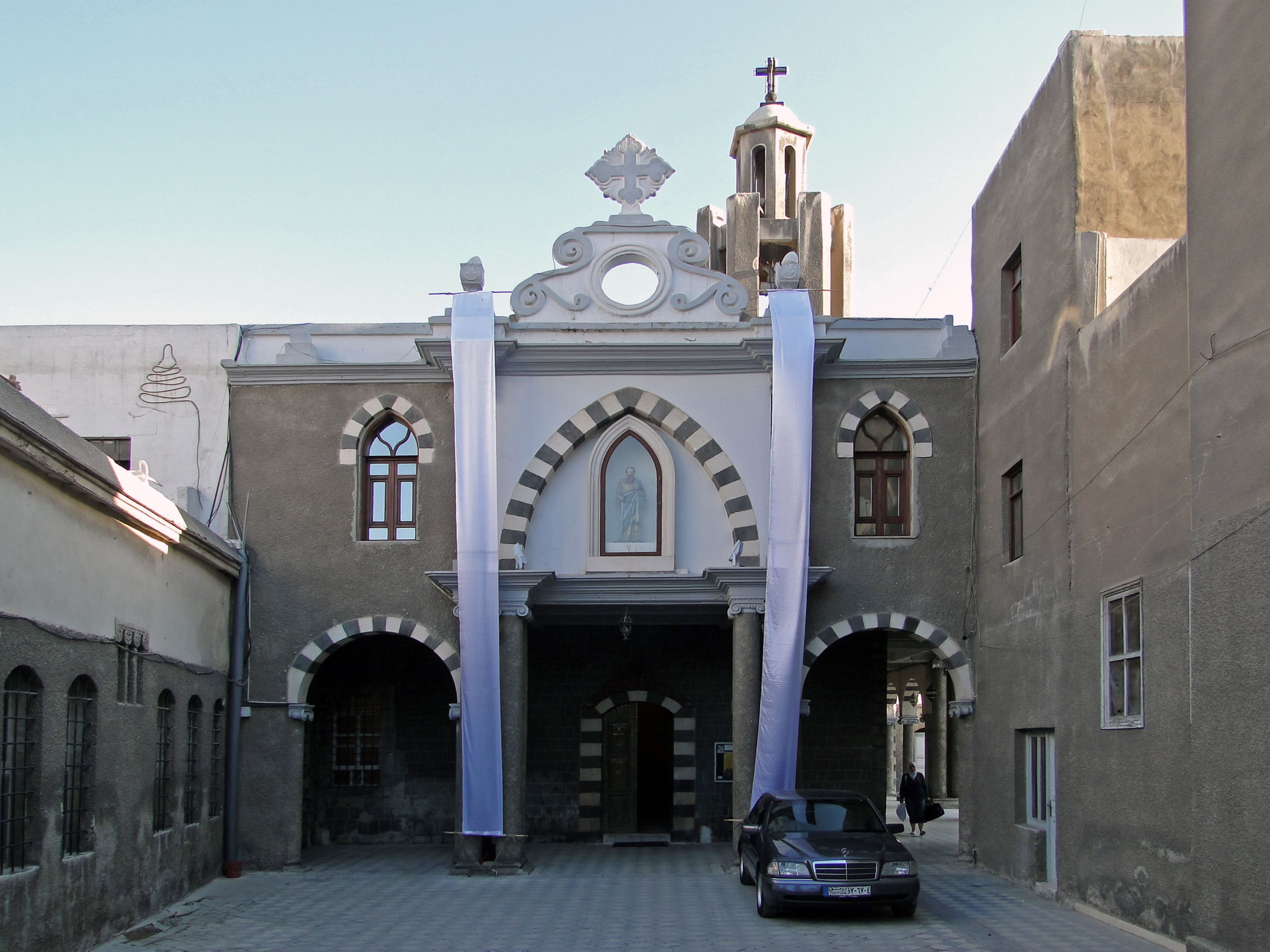
Syrisch-katholische Pauluskathedrale in Damaskus

Die syrisch-katholische Kirche hat neben dem Patriarchen siebzehn Bischöfe (Stand 2016). Die Diözesen haben ihre Sitze in Syrien, dem Libanon, Irak, Ägypten und den USA. Zudem gibt es Apostolische Exarchate in Kanada und Venezuela sowie Patriarchale Exarchate in Basra (auch zuständig für die Golfstaaten), Jerusalem und der Türkei. 
Die Liturgiesprache ist Altsyrisch-Aramäisch. Es wird der julianische Kalender befolgt. Der Ostertermin ist alten Stils. Viele Diasporagemeinden passen sich aber dem Umfeld an und folgen daher zum Teil dem gregorianischen Kalender.
Die syrisch-katholische Kirche sucht seit Mitte der 1990er Jahre die Union mit der Mutterkirche, der syrisch-orthodoxen Kirche von Antiochien.
Im Juli 2014 wurde der Bischofssitz in Mossul während der Irakkrise 2014 von ISIS-Kämpfern in Brand gesetzt.
In dem vom Hilfswerk Open Doors regelmäßig erstellten Weltverfolgungsindex belegt Syrien im Jahr 2023 den Platz 12.